# 매파루앙 대학교
매파루앙 대학교(영어: Mae Fah Luang University)는 1998년 왕립 헌장에 따라 태국 왕실 후원 아래 설립된 국제 왕립 대학교이다. 모든 수업이 영어로 진행되며 태국 최고의 명문 대학교 중 하나로 알려져 있다. 2021년 영국 타임스(THE) 세계대학 순위에서 매파루앙 대학교는 태국 1위로 평가됐다. 
매파루앙은 현 태국 국왕 마하 와치랄롱꼰(라마 10세, King Rama X)의 할머니인 쌍완 따라팟 스린카린트라 왕비의 별칭인 매파루앙(Mae Fah Luang: 하늘에서 보낸 태후)에서 따온 것으로 1998년 태국 왕실의 후원 아래 설립되었다. 매파루앙 대학교는 영어권 출신 교수진의 비중이 높으며 세계적인 수준의 교육을 제공하는 국제 대학교로 평가 받는다.